# LK–II
Az LK II (rövidítés, feloldva Leichte Kampfwagen II, magyarul: könnyű harcjármű) német fejlesztésű könnyűharckocsi volt az első világháború végén. A német hadvezetés a világháború utolsó évében az 1917-ben fejlesztett LK I típus felváltását tervezte. Az LK I terveit a brit Whippet figyelembe vételével módosították, és a prototípus tesztelésének sikere után 850 darabos megrendelést kapott a gyártó. A háború befejezéséig egyetlen új példány sem készült el.

## Története
Mivel a német hadvezetés a páncélos eszközök fontosságának tudatára ébredt, mindjárt nagy darabszámú szériát rendeltek belőle. A háború véget ért a sorozatgyártás megindulása előtt, de jó néhány darabot összeszereltek még a békediktátum aláírása előtt, melyben Németországnak megtiltották a páncélos járművek gyártását.
A háború után a svéd kormány 100 000 svéd koronát fizetett az LK II terveiért, így a legyártott harckocsik egy része (10 darab) Svédországba került, ahol átalakítva Stridsvagn m/21 néven gyártották. Fegyverzete egy 6,5 mm-es géppuska volt.
Több példányba 1929-ben 37 mm-es ágyút építettek és két géppuskával szerelték fel, a motort Scania-Vabis gyártámányúra cserélték. Új típusjele Stridsvagn m/21–29 lett. Egyiküket Heinz Guderian is vezette 1929-es svédországi látogatása során.
A németek később szerződést kötöttek az AB Landsverk gépgyárral, és Joseph Vollmer járműtervező segítségével 1931-re módosították az Strv m/21–29 terveit. Stridsvagn m/31 (később L–10) néven kezdték meg a gyártását Svédországban, mint az első német tervezésű harckocsit a világháború után.
A Stridsvagn m/21–29 1938-ig szolgálatban maradt. A két fennmaradt példány közül az egyik a munsteri Deutsches Panzermuseum-ban, a másik az Axvall Tank Museum-ban Svédországban látható.

## Egyéb adatok
- Mászóképesség: 45°
- Árokáthidaló képesség: 2,0 m
- Lőszerjavadalmazás: 100 db lőszer a löveghez

## Külső hivatkozások
- Rainer Strassheim: The Leichte Kampfwagen (LK) Series of German Tanks
- Fotók a svéd járművekről a militaryphotos.net fórumának egyik topic-jában